# Allerheiligenkirche (Sulzbach/Saar)

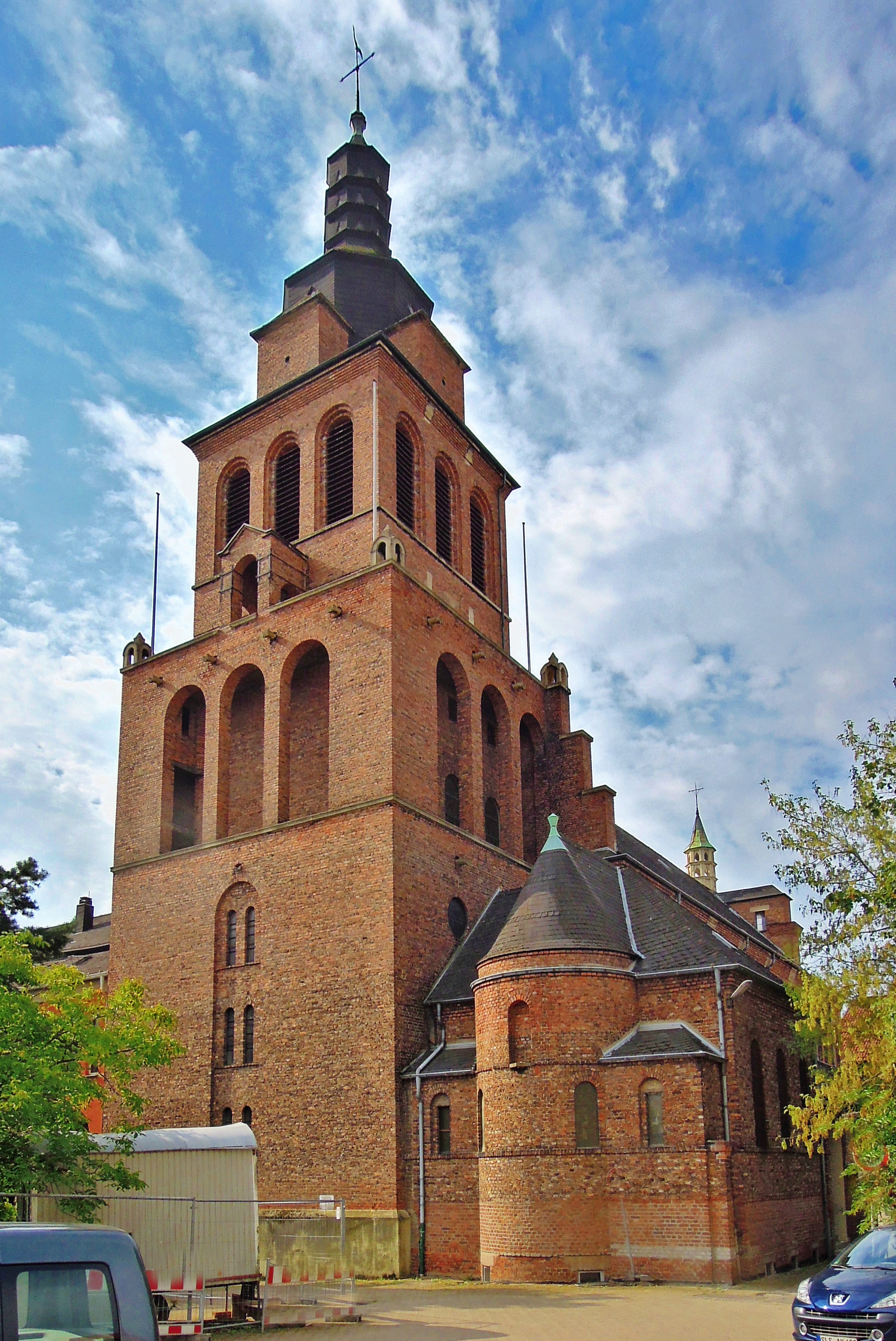
Die Pfarrkirche Allerheiligen in Sulzbach/Saar

Die Kirche Allerheiligen ist eine katholische Pfarrkirche in der saarländischen Stadt Sulzbach, Regionalverband Saarbrücken. Sie trägt das Patrozinium des Hochfestes Allerheiligen. In der Denkmalliste des Saarlandes ist die Kirche als Einzeldenkmal aufgeführt.

## Geschichte
1576 wurde mit Einführung der Reformation in der Grafschaft Saarbrücken die katholische Pfarrei Sulzbach aufgelöst.
Im 18. Jahrhundert gehörten die wenigen Katholiken zur Pfarrei Saarbrücken, nach der Französischen Revolution zu St. Ingbert, dann wieder zu Saarbrücken und schließlich zu Dudweiler. Zusammen mit Altenwald und Hühnerfeld wurde 1868 eine Pfarrvikarie gebildet und 1885 wurde Sulzbach wieder zu einer eigenständigen Pfarrei, nachdem von 1871 bis 1872 ein eigenes Kirchengebäude, die Kirche St. Joseph, in Sulzbach entstanden war. Aufgrund von Bergschäden an St. Joseph begann 1892 die Planung eines Neubaus nach Plänen von Peter Marx (Trier), der aber bedingt durch den Ersten Weltkrieg und Inflation erst 1927 begonnen werden konnte. Am 20. Oktober 1929 wurde das fertiggestellte Gotteshaus eingeweiht und am 28. Juli 1930 durch den damaligen Trierer Bischof Franz Rudolf Bornewasser konsekriert. Bei der Konsekration wurden im Hochaltar Reliquien von Papst Sixtus I. und eines Trierer Märtyrers eingemauert.
In den Jahren 1989 bis 1997 erfolgte eine Restaurierung der Kirche. Im gleichen Zeitraum fanden auch Umbaumaßnahmen statt, wovon die Altarinsel betroffen war. Außerdem wurde die bestehende Marienkapelle zu einem getrennten liturgischen Raum („Werktagskirche“) umgestaltet.
Ein Brand in der Kirche im Jahr 1996 machte eine nochmalige Restaurierung erforderlich.

## Das Äußere der Kirche

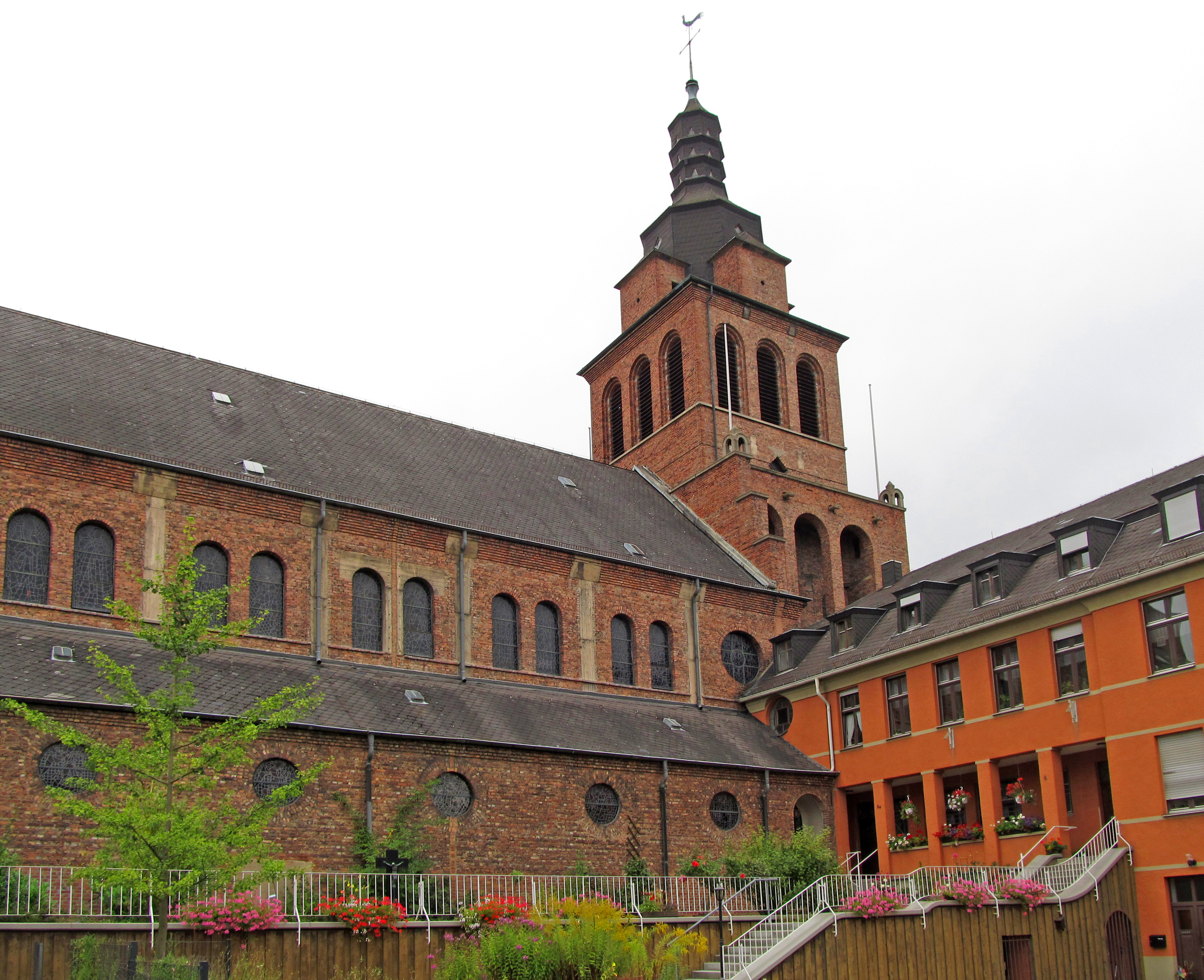
Kirche und Pfarrhaus (rechts)

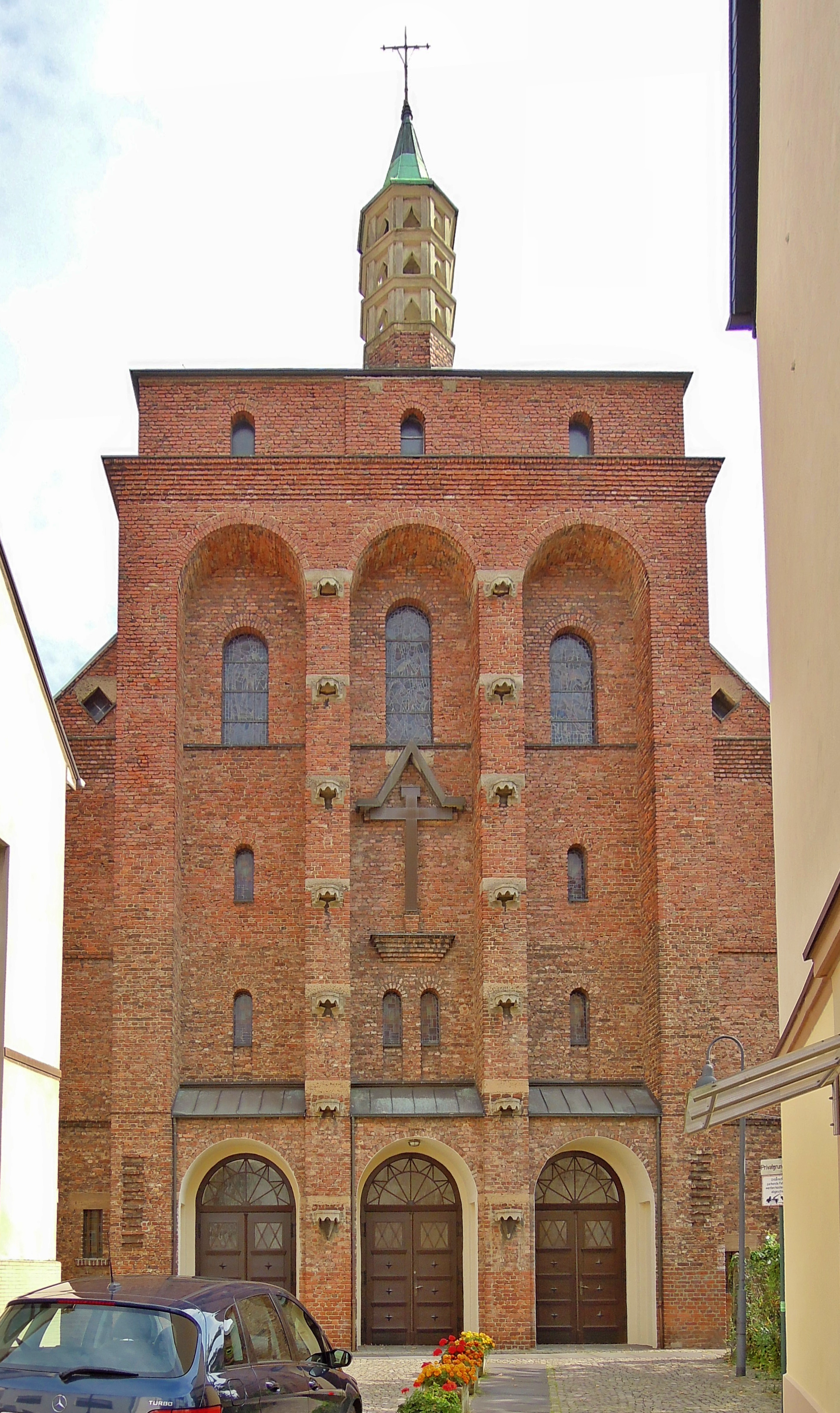
Westfassade

Das Äußere der Kirche wird beherrscht von einem mächtigen Glockenturm, der über dem Rechteckchor errichtet wurde, und zusammen mit der nördlich angebauten Marienkapelle und dem südlich gelegenen Pfarrhaus eine monumentale Ostfassade und beeindruckende Schauseite bildet. Die Westfassade mit drei Eingangsportalen wird in voller Höhe durch drei große Rundbogennischen gegliedert. Abgeschlossen wird die blockhafte Fassade, über einem stark vorgetrepptem Gesims, durch ein sehr niedriges Geschoss auf dem ein kleiner Turm sitzt. Auffällig am Außenbau ist auch das roh belassene Ziegelmauerwerk.

## Das Kircheninnere

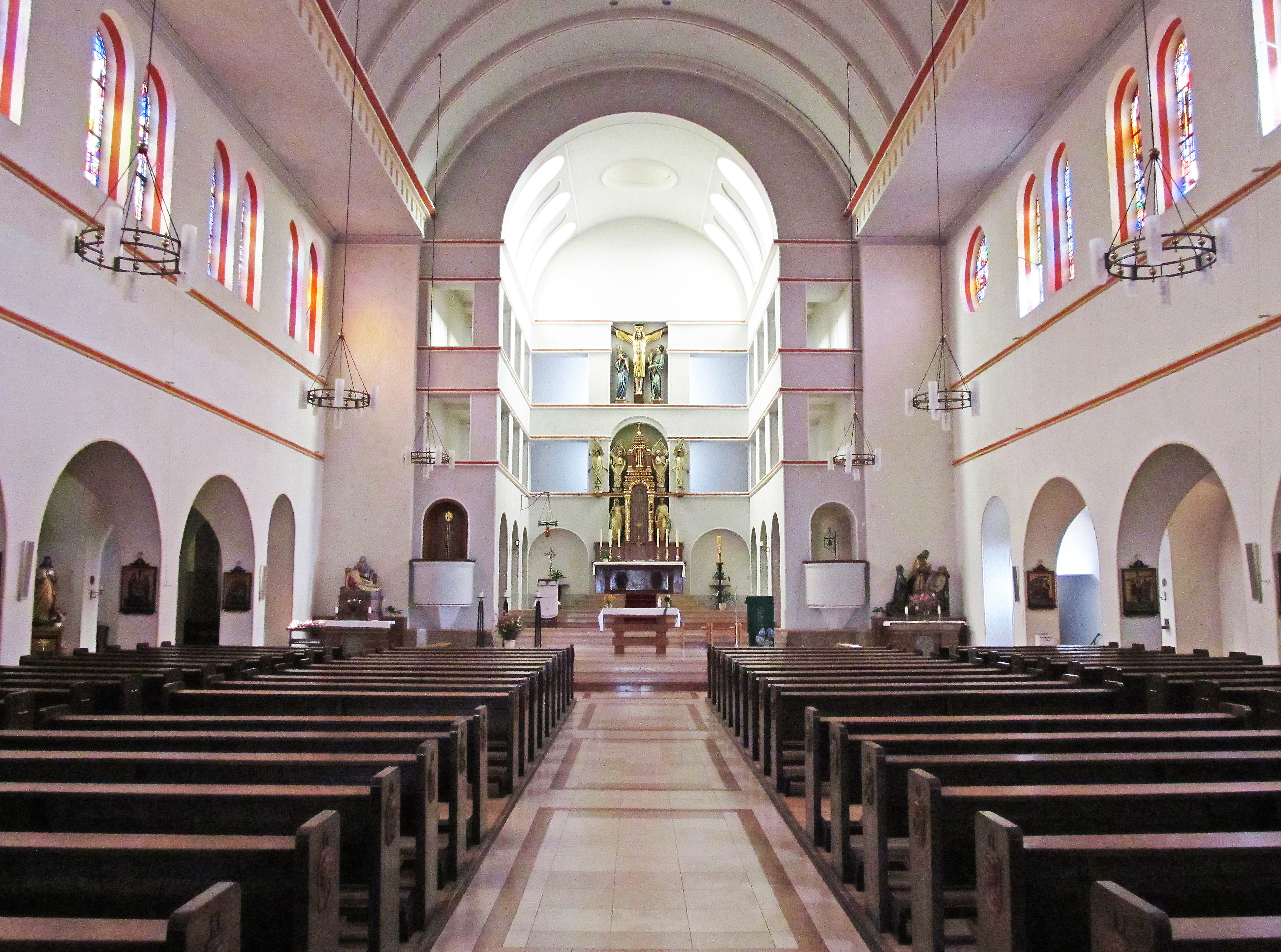
Blick ins Innere der Kirche

Das Innere der Kirche ist untergliedert in ein breites Mittelschiff, über dem sich ein quergeripptes Tonnengewölbe erhebt, das zu den Außenwänden hin in eine flache Decke übergeht, und in zwei schmalere und niedrigere Seitenschiffe. Die Seitenschiffe sind vom Mittelschiff durch Arkadengänge getrennt. An das Mittelschiff schließt sich ein rechteckiger Chorraum an, der vom Langhaus aus betrachtet bühnenartig ansteigt und eine komplexe räumliche Geschossgliederung aus dreiseitig umgeführten Galerien aufweist.
Die Kirchenfenster, die 1996–97 einer Restaurierung unterzogen wurden, stammen noch aus der Erbauungszeit der Kirche 1927–29 und zeigen mit Namensangabe 22 Heiligendarstellungen aus vielen Epochen. Im Altarraum befindet sich ein mehrstufiger, reich gestalteter Hochaltar mit Kreuzesthron. An den Pfeilern der Arkadengänge der Seitenschiffe ist ein Kreuzweg angebracht. Hochaltar und Kreuzweg wurden 1996–97 restauriert.

## Orgel

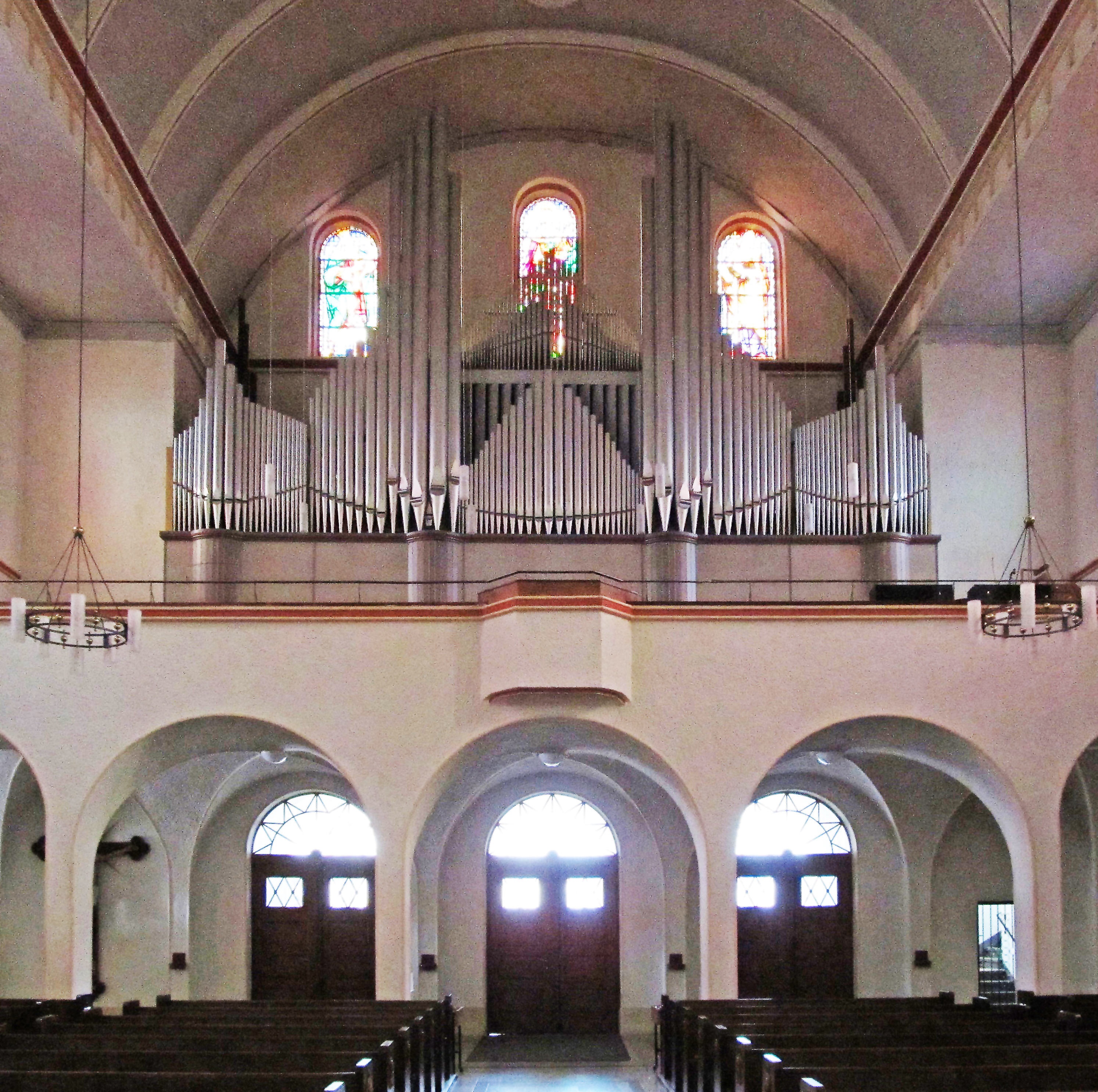
Orgelempore

Die Orgel der Kirche wurde 1958 von der Firma Hugo Mayer Orgelbau (Heusweiler) erbaut und besitzt 43 Register und 1 Transmission auf drei Manualen und Pedal. Das Kegelladen-Instrument ist auf einer Empore aufgestellt. Die Spiel- und Registertraktur ist elektropneumatisch. Die Disposition lautet wie folgt:
| I Hauptwerk |           |       |
| 1.          | Bourdon   | 16′   |
| 2.          | Prinzipal | 8′    |
| 3.          | Gemshorn  | 8′    |
| 4.          | Holzflöte | 8′    |
| 5.          | Oktav     | 4′    |
| 6.          | Rohrflöte | 4′    |
| 7.          | Quinte    | 2 ⁄3′ |
| 8.          | Schwegel  | 2′    |
| 9.          | Mixtur V  | 2′    |
| 10.         | Bombarde  | 16′   |
| 11.         | Trompete  | 8′    |

| II Oberwerk |            |    |
| 12.         | Gedackt    | 8′ |
| 13.         | Quintatön  | 8′ |
| 14.         | Prästant   | 4′ |
| 15.         | Blockflöte | 4′ |
| 16.         | Prinzipal  | 2′ |
| 17.         | Terzian II |    |
| 18.         | Scharff IV |    |
| 19.         | Krummhorn  | 8′ |
| 20.         | Regal      | 4′ |
|             | Tremulant  |    |

| III Schwellwerk |                |     |
| 21.             | Gedackt        | 16′ |
| 22.             | Prinzipal      | 8′  |
| 23.             | Rohrflöte      | 8′  |
| 24.             | Salicional     | 8′  |
| 25.             | Prinzipal      | 4′  |
| 26.             | Nachthorn      | 4′  |
| 27.             | Spitzflöte     | 4′  |
| 28.             | Waldflöte      | 2′  |
| 29.             | Siffflöte      | 1′  |
| 30.             | Sesquialter II |     |
| 31.             | Cymbel IV      |     |
| 32.             | Dulzian        | 16′ |
| 33.             | Schalmey       | 8′  |
| 34.             | Klarion        | 4′  |
|                 | Tremulant      |     |

| Pedal |                      |     |
| 35.   | Prinzipal            | 16′ |
| 36.   | Subbass              | 16′ |
|       | Gedacktbass (Nr. 21) | 16′ |
| 37.   | Oktavbass            | 8′  |
| 38.   | Gedacktbass          | 8′  |
| 39.   | Choralbass           | 4′  |
| 40.   | Bauernflöte          | 2′  |
| 41.   | Hintersatz IV        |     |
| 42.   | Posaune              | 16′ |
| 43.   | Trompete             | 8′  |

- Koppeln: II/I, III/I, III/II, I/P, II/P, III/P
- Spielhilfen: Setzanlage zum Abspeichern von 64 Registerkombinationen, Schweller für 3. Manual